# Hyla imitator
Espèce
Synonymes
- Paludicola imitator Barbour & Dunn, 1921

Statut de conservation UICN

 DD  : Données insuffisantes
"Hyla" imitator est une espèce d'amphibiens de la famille des Hylidae dont la position taxonomique est incertaine (Incertae sedis). Depuis la redéfinition du genre Hyla, il est évident que H. imitator n'appartient pas à ce genre mais aucun autre genre n'a pour l'instant été proposé de manière formelle. Il s'agit de Dendropsophus imitator (Barbour & Dunn, 1921) pour amphibiaweb.

## Répartition
Cette espèce est endémique de Codajás dans l'État d'Amazonas au Brésil,.

## Publication originale
- Barbour & Dunn, 1921 : Herpetological novelties. Proceedings of the Biological Society of Washington, vol. 34, p. 157-162 (texte intégral).